# Belgische loodshuizen (Vlissingen)

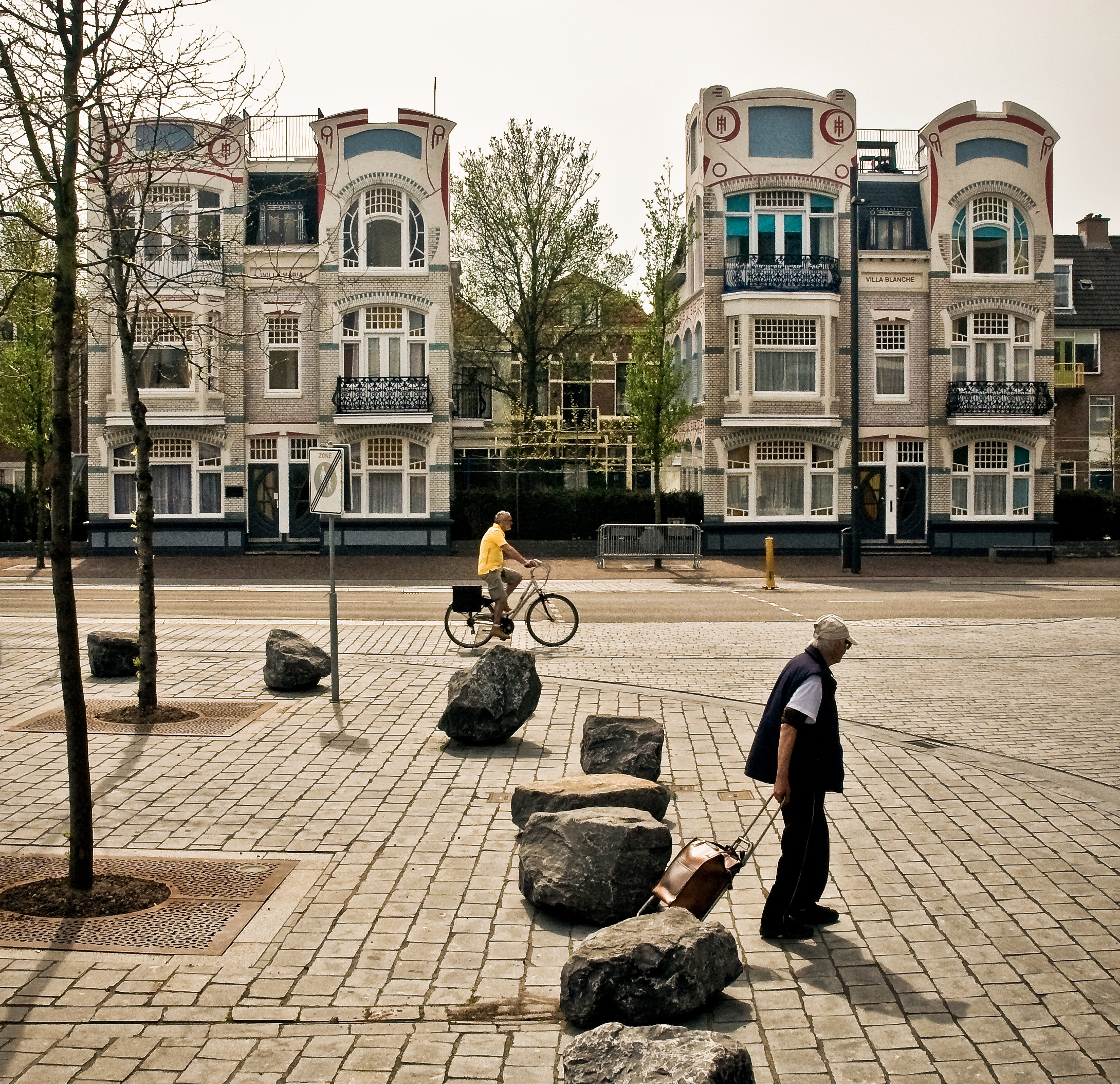
De twee middelste loodshuizen in de Spuistraat.

De Belgische loodshuizen zijn vier art-nouveaupanden aan de Spuistraat 59-65 in Vlissingen in de Nederlandse provincie Zeeland. De huizen zijn in 1910 gebouwd in opdracht van Belgische loodsen.
De Belgische loodshuizen zijn gebouwd naar een ontwerp van de in Vlissingen geboren en in Antwerpen opgegroeide architect P.F. Smagge. De witgepleisterde huizen zijn aan straatzijde uitgevoerd met karakteristieke hoge hoekpartijen en gietijzeren hekwerken op de erkers. De witte gevels zijn met rode verf voorzien van geometrische versieringen. De panden zijn vernoemd naar de kinderen van de Belgische loodsen die er woonden: Villa Louise (59), Villa Maria (61)), Villa Blanche (63) en Villa Yvonne (65).
Andere voorbeelden van jugendstil en art nouveau in Vlissingen zijn te vinden aan de Koudekerkseweg. Het huis aan de Koudekerkseweg 100 is gebouwd in 1905 en heeft een ijzeren balustrade langs de dakrand en een cirkelboog bij de voordeur. Het aangrenzende huis op nummer 102 is gebouwd in 1905-1906 naar een ontwerp van A.P. Swinkels en heeft een gevel met een klaverbladvormige boog en daarboven een driepas met gekleurde tegels. De villa aan de Julianalaan 4 is hier niet ver vandaan en ontworpen in een combinatie van jugendstil en neorenaissance-stijl. De combinatie van deze stijlen is ook terug te vinden aan de Scheldestraat 34-38, 46 en 52 en Kasteelstraat 90-108 en 198-208.

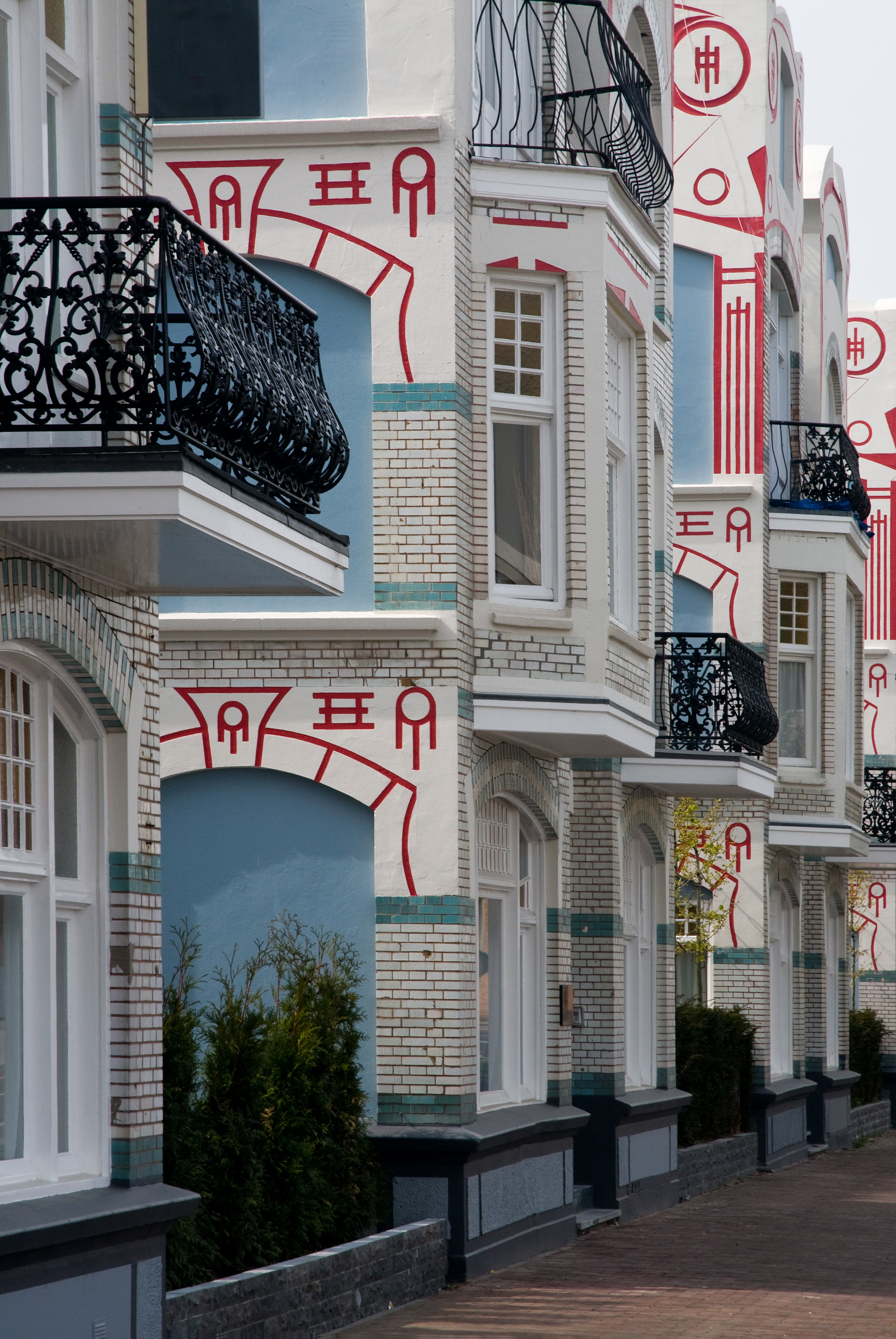
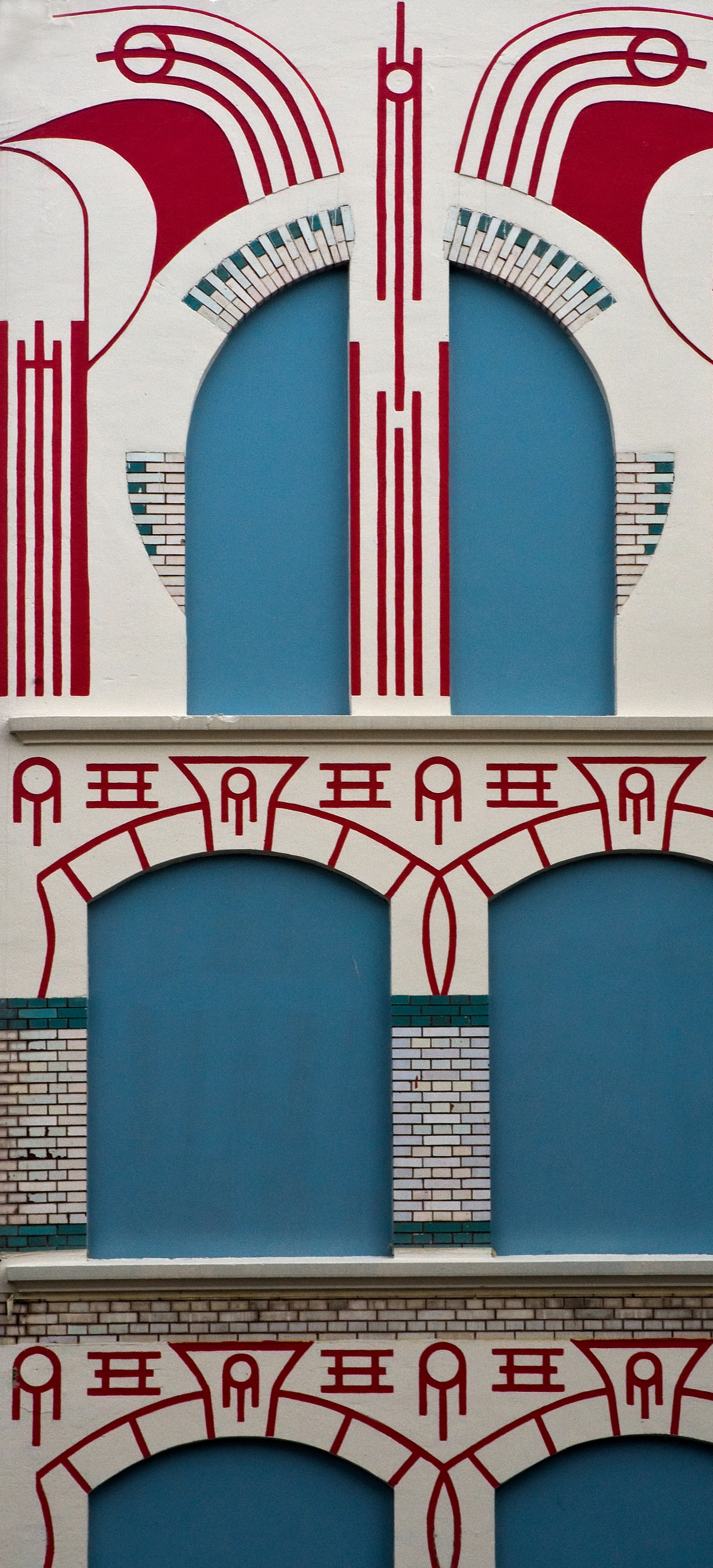